# San Vicente de Alcántara
San Vicente de Alcántara là một đô thị trong tỉnh Badajoz, Extremadura, Tây Ban Nha. Dân số 5.821 người và diện tích 275 km².